# آرلت تران
آرلت تران (اسپانیایی: Arleth Terán‎؛ ‏ تلفظ اسپانیایی: [aɾˈlet teˈɾan]؛ ‏ زادهٔ ۳ دسامبر ۱۹۷۶) بازیگر اهل مکزیک است.
از فیلم‌ها یا مجموعه‌های تلویزیونی که وی در آن‌ها نقش داشته‌است، می‌توان به سنگدل و زنان قاتل اشاره نمود.